# (6709) Hiromiyuki
(6709) Hiromiyuki (1989 CD) – planetoida z pasa głównego asteroid okrążająca Słońce w ciągu 3,6 lat w średniej odległości 2,35 j.a. Odkryta 2 lutego 1989 roku.